# タリゴ船団の戦い
タリゴ船団の戦い (タリゴせんだんのたたかい、英語: Battle of the Tarigo Convoy) は、第二次世界大戦の地中海攻防戦において、1941年（昭和16年）4月16日未明に生起したイギリス海軍とイタリア海軍の海戦である。戦いの名前はイタリア側の旗艦ルカ・タリゴに由来する。スファックス沖海戦 (英語: Action off Sfax) と表記する場合もある。
戦いはチュニジアのスファックス沿岸ケルケナ諸島（en:Kerkennah Islands）付近の地中海でおこなわれた。マルタから出撃したイギリス海軍小規模部隊（駆逐艦4隻）が、リビアに向かう北アフリカ戦線向け枢軸国軍輸送船団部隊（駆逐艦3隻、輸送船5隻）を夜戦で撃滅して勝利したが、枢軸側の反撃でイギリス駆逐艦モホーク (HMS Mohawk, G-31) が沈没した。

## 経過

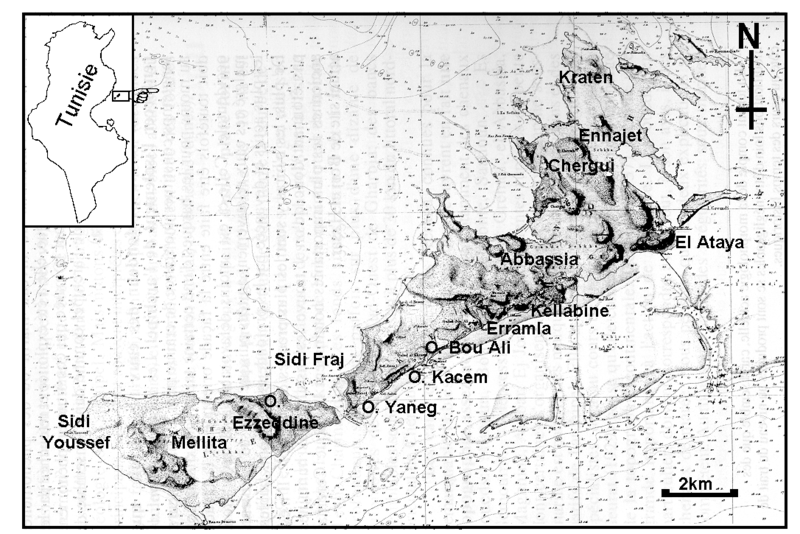
ケルケナ諸島の地図

1941年（昭和16年）になると、イギリス連邦諸国軍を中心とした連合国軍と、ドイツ陸軍とイタリア陸軍から成る枢軸国軍は、北アフリカで攻防戦を繰り広げていた（北アフリカ戦線）。枢軸国軍の補給部隊（輸送船団）の護衛をイタリア王立海軍 (Regia Marina) が担当し、補給部隊はイタリア本土から地中海を南下し、リビアのトリポリやベンガジなどに向かう（地中海戦域）。しかし途中のマルタ島にはイギリス軍の航空基地と海軍基地があり、ここを拠点にイギリス空軍・潜水艦部隊・小規模水上部隊が活動していた。
1941年（昭和16年）3月下旬、ロンメル将軍が率いるドイツアフリカ軍団 (Deutsches Afrikakorps) はゾネンブルーメ作戦を発動し、4月上旬以降はイタリア領リビアのトブルクを巡って攻囲戦が繰り広げられていた。ドイツアフリカ軍団への補給は急務であり、枢軸国軍はナポリからトリポリからにむかう輸送船団を編成する。
枢軸軍輸送船団を護衛するイタリア王立海軍の駆逐艦3隻は、ナヴィガトーリ級駆逐艦 (Cacciatorpediniere classe "Navigatori") ルカ・タリゴ (Luca Tarigo) とダルド級 (Cacciatorpediniere Classe "Dardo Seconda Serie") のバレノ (Baleno) 、ランポ (Lampo) であった。船団指揮官はタリゴ駆逐艦長のピエトロ・デ・クリストフォロ中佐である。タリゴ船団を構成していた貨客船は、ドイツ船4隻（Adana、Aegina、Arta、Iserlohn）とイタリア船サバウディア (Sabaudia) で、各船合計兵員約3,000名、弾薬など補給品3,500トン、車輌約300輌を運ぶ。
一方、イタリア・北アフリカ間の補給線を攻撃するため、イギリス地中海艦隊 (Mediterranean Fleet) に所属する第14駆逐戦隊 (14th Destroyer Flotilla) のJ級駆逐艦2隻（ジャーヴィス、ジェイナス）とトライバル級駆逐艦2隻（ヌビアン、モホーク）がマルタに派遣された。第14駆逐戦隊司令はフィリップ・マック大佐でジャーヴィスに将旗を掲げ、同部隊はマタパン岬沖海戦でザラ級重巡ポーラ (Pola) にとどめをさして降伏したポーラ乗組員を救助するなど、殊勲をあげたばかりであった。
4月11日、第14駆逐戦隊はマルタに到着した。4月15日、マルタより発進した連合軍偵察機が枢軸国輸送船団（タリゴ船団）を発見する。その報告を受け、マルタから第14駆逐戦隊の駆逐艦4隻が出撃、連合軍偵察機に誘導されてタリゴ船団攻撃にむかった。
ジェイナス (HMS Janus, G53) 以外のイギリス駆逐艦はレーダーを装備しており、イタリア船団を不意打ちすることが出来た。最初、第14駆逐戦隊とタリゴ船団は距離3マイルまで接近しながら双方とも気付かず、反航の態勢ですれ違った。第14駆逐戦隊は反転してタリゴ船団をおいかける。4月16日午前1時58分頃、イギリス駆逐艦ヌビアン (HMS Nubian, G36) がレーダーでタリゴ船団を発見した。単縦陣のイタリア輸送船団に対し、第14駆逐戦隊は船団右後方から追い抜く形で砲雷撃戦を開始する。
午前2時20分、旗艦ジャーヴィス (HMS Jervis, G00) が砲撃を開始した。イタリア駆逐艦3隻（ルカタリゴ、ランポ、バレノ）は輸送船団を護衛するため分散して航行していたので、まとまって行動する第14駆逐戦隊に各個撃破されてしまう。護衛部隊を排除した第14駆逐戦隊は、イタリア輸送船団を蹂躙した。最終的に、イタリア側は商船5隻すべてと駆逐艦2隻を喪失した。だがイタリア側も一矢報いる。船団先頭にいたルカ・タリゴ (Luca Tarigo) が第14駆逐戦隊に果敢に挑戦して撃破されたとき、沈没寸前に魚雷3本を発射していた。このうち2本がイギリス駆逐艦モホーク (HMS Mohawk, G-31) に命中し、同艦を沈没に追い込む。
翌日、枢軸軍偵察機がタリゴ船団の座礁した各艦を発見し、トリポリから病院船を含むイタリア救助部隊が出動した。この救助活動で約1,300名が救助された。それでも砲戦中に戦死したタリゴ艦長クリストファロ中佐を筆頭に、多数の戦死者を出した。駆逐艦バレノ (Baleno) は士官たちが全滅したので水兵が操艦して浅瀬に座礁し、2日後に転覆して失われた。また、もう1隻の駆逐艦ランポ (Lampo) は大破して漂流したのち、浅瀬に擱坐した。こちらは8月8日に浮揚されてイタリア本土に戻り、修理をおこなって1942年（昭和17年）5月に再就役している。またイタリア側は海底のモホークを調査し、アレクサンドリア港の出入港に関する機密書類を回収、人間魚雷によるアレクサンドリア港攻撃に活用したという（Operazione Pesca di beneficenza) 。
イタリアは駆逐艦だけでアフリカ向け輸送船団を守ることは出来ないと判断し、護衛に巡洋艦を投入することになった。